# Giogo scozzese

Animazione schematica

Il Giogo scozzese (conosciuto anche come Testacroce trasversa) è un mezzo diretto di trasformare un moto rotatorio in assiale, e viceversa. Tale cinematismo è alternativo al meccanismo biella-manovella.
La rotazione di una manovella impegna con un perno una piastra dotata di una "asola" che si può muovere solo in senso lineare, perpendicolare all’asola stessa; il movimento lineare alterno dell’asola pone quindi in rotazione la manovella.

## Geometrie
Se il centro di rotazione della manovella coincide con l’asse di movimento dell’asola il movimento dell’asola è sinusoidale perfetto.
Se gli assi non sono coincidenti si ottiene una sinusoide non simmetrica, con il modo di andata con velocità diversa dal ritorno. Tale soluzione si è avuta per vecchie tecnologie di macchine utensili, in particolare di limatrici e piallatrici. In ogni caso l’adozione di tale cinematismo è ideale in tutti i casi in cui è desiderato un moto sinusoidale perfetto.

Animazione del movimento di una limatrice

## Usi e applicazioni
I maggiori usi sono per trasformare il moto rotatorio in moto alternativo di cilindri di pompaggio per alimentazione volumetrica di acqua e olio, soprattutto per pompe di alimento o azionamento di attuatori (come l'attuatore pneumatico a glifo).
Alcuni usi particolari sono stati nei cinematismi accessori delle bielle longitudinali delle locomotive, permettendo la permanenza della spinta longitudinale delle bielle anche con il movimento verticale delle ruote con le loro sospensioni di aderenza alla rotaia.
Il giogo scozzese è stato proposto in alcuni motori endotermici, come il Motore Bourke o il più recente SyTech, ma in genere non è utilizzato nella maggior parte dei motori endotermici.
A fronte di una semplificazione teorica della struttura, si ha una modifica sostanziale del moto dei pistoni, con una maggiore permanenza del pistone al punto morto superiore, con una perdita di calore di rilievo, mentre il più veloce transito al punto morto inferiore rende più difficile la evacuazione dei gas combusti nei motori a due tempi.
La presenza di aste pistone e giogo, che devono essere robusti, rendono notevole l’aumento delle inerzie.
Nei motori veloci si ha un notevole aggravamento degli effetti.
Il collegamento tra perno di manovella ed asola, in caso di spinte non trascurabili, rende necessaria l’adozione di pattini di scorrimento a superfici estese, che sono risultati critici per le sollecitazioni in gioco, e per problemi di lubrificazione.